# Катичи (Брянская область)
Катичи — село в Новозыбковском городском округе Брянской области.

## География
Находится в западной части Брянской области на расстоянии приблизительно 15 км на северо-запад по прямой от районного центра города Новозыбков на правом берегу реки Ипуть.

## История
Известно с 1569 года. В первой половине XVII веке — владелец Злотый, затем стародубский магистрат, в 1714—1786 во владении Каташинского монастыря. В 1859 году здесь (деревня Суражского уезда Черниговской губернии) учтено 47 дворов, в 1892—131. В середине XX века работал колхоз им. МОПР. До 2019 года входило в Верещакское сельское поселение Новозыбковского района до их упразднения.

## Население
Численность населения: 467 человек (1859 год), 839 (1892), 444 человека в 2002 году (русские 96 %), 413 в 2010.